# Braunwald
Braunwald és un municipi del cantó de Glarus (Suïssa).

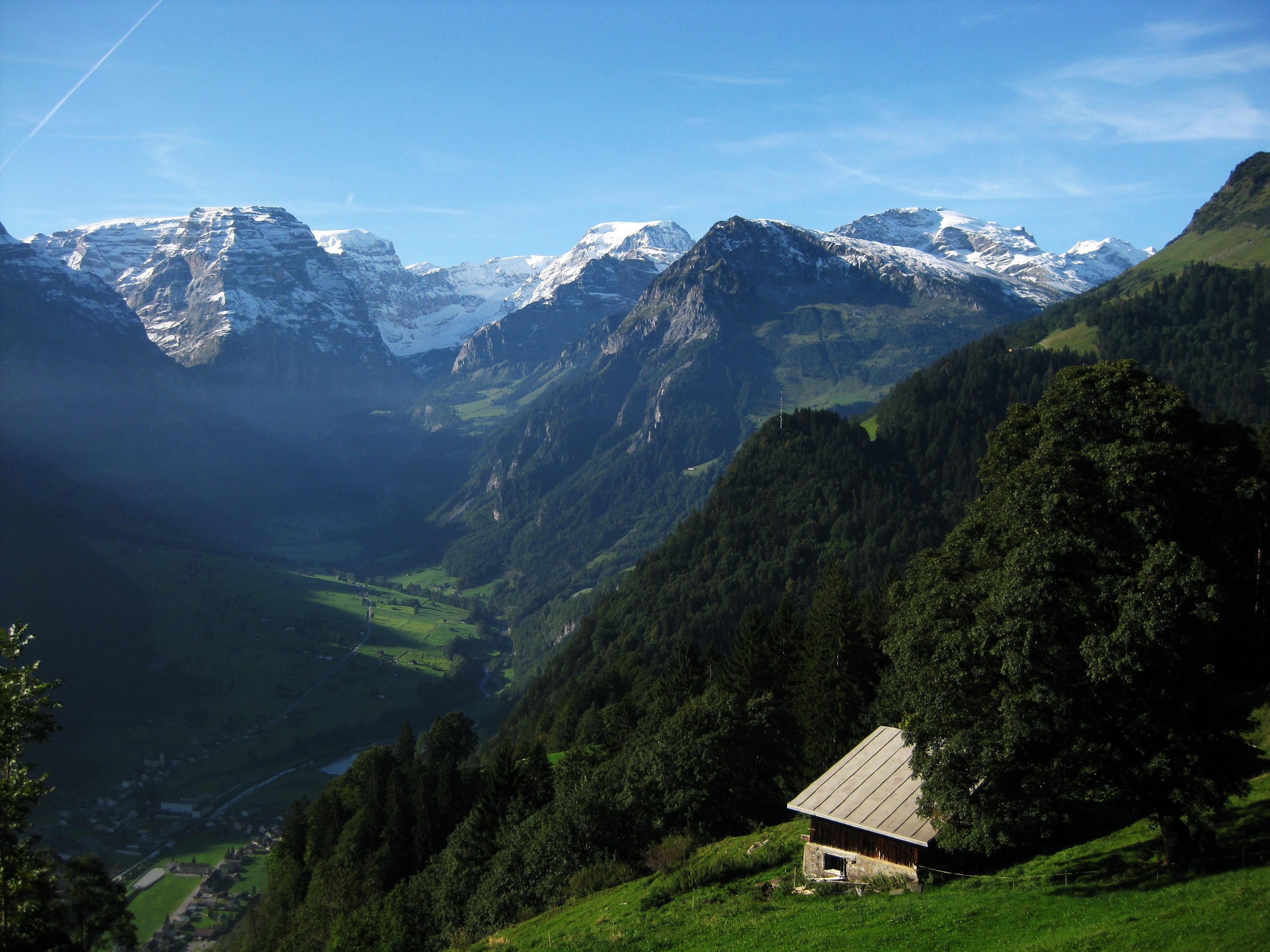
Els Alps